# Fièvre de glace
Fièvre de glace (titre original : Cold Fire) est un roman à succès écrit par Dean Koontz et publié en 1991 puis traduit en français par Michel Pagel et publié aux éditions Albin Michel en 1993.

## Résumé
À Portland, il a sauvé un jeune garçon de la noyade dans une rivière. À Boston, il a sauvé un enfant d'une explosion dans un souterrain. À Houston, il a désarmé un homme qui tentait de tirer sur sa propre femme. La reporter Holly Thorne était intriguée par ce sauveur étrange et serein, appelé Jim Ironheart (« Jim Cœur de fer »). Elle était même en train de tomber amoureuse de lui. Mais quelle force pouvait pousser un homme ordinaire à sauver douze vies en l'espace d'un mois ? Quelle vision devait hanter ses rêves ? Et pourquoi murmurait-il dans son sommeil « Il y a un ennemi... il arrive. Il va tous nous tuer. » ?